# Alois Kottmann
Alois Kottmann (Großauheim, Hesse, 20 de juny, 1929 - Hofheim am Taunus, Hesse, 4 de desembre, 2021) va ser un violinista, educador musical, mecenes i professor universitari alemany.

## Biografia
Alois Kottmann era fill d'un argenter i tenia dos germans. La mare aficionada a la música es va comprometre amb l'educació musical dels nens. El professor de música de Kottmann a l'institut "Hanau High School" el va animar a tocar el violí. Després de graduar-se de secundària, va completar els seus estudis a la Universitat de Música de Frankfurt am Main amb Marie-Louise Graef-Mönch, alumne d'Alma Moodie. També va estudiar amb Walther Davisson, Kurt Hessenberg, Gustav Lenzewski, August Leopolder i Helmut Walcha. Kottmann va rebre un premi al concurs universitari d'Hamburg i, després d'aprovar l'examen del concert, va treballar inicialment com a professor de violí a l'escola Odenwald.
Des de 1958 Kottmann va ensenyar al Conservatori Hoch de Frankfurt, on va ser director en funcions de 1977 a 1979. Més tard també va treballar com a professor a la Universitat de Música de Frankfurt, a la Universitat Goethe de Frankfurt i a la Universitat de Mainz.
Kottmann va fundar el 1968 el conjunt de corda "Collegium Instrumentale Alois Kottmann", amb el qual va fer gires pel Regne Unit, els Estats Units i Mèxic, entre altres llocs, i l'orquestra de cambra "Kottmann-Streicher" el 1988. Kottmann va tenir col·laboracions artístiques, entre d'altres, amb Karl Freitag, Agnes Giebel, Peter-Lukas Graf, Ingo Goritzki, Rainer Hoffmann, Alois Ickstadt, Maria Jäger-Jung, Marietta Krutisch, Günter Ludwig, Albert Mangelsdorff, Gisela Sott i Heinz Teuchert.
A la dècada de 1970, Kottmann va fundar els "Senckenberg Concerts" al "Senckenberg Nature Museum" de Frankfurt. El 1980 va ser cofundador dels "Concerts Gallus" a Flörsheim i el 1983 fundador de les Jornades Internacionals de Música Hessen Main-Taunus Hofheim. També va iniciar els concerts del castell de "Philippsruhe" a Hanau, on també va tenir un paper clau amb el seu "Collegium Instrumentale".
A més, l'any 2000 va ser la idea del Premi Paul Hindemith d'Art i Humanitat de la ciutat de Hanau i el 1991 va ser l'iniciador i donant del Premi Alois Kottmann de cant clàssic. tocar el violí en relació amb la ciutat de Frankfurt del Main.
Entre altres coses, Alois Kottmann es va comprometre amb la continuïtat del Conservatori Hoch, que havia estat qüestionat diverses vegades, amb la promoció regional de la cultura musical a la zona del Rin-Main, la promoció del talent jove internacional i les obres dels compositors de Frankfurt.

## Enregistraments de ràdio
Hi va haver una col·laboració a llarg termini amb el "Hessischer Rundfunk" i el "Norddeutscher Rundfunk" a través de produccions conjuntes d'arxiu d'un gran nombre d'obres solistes per a violí. També es van fer enregistraments al RIAS de Berlín, per a Radio Diffusion Paris, la ràdio suïssa DRS (Studio Basel) i la British Broadcasting Corporation (BBC) a més de ser assumits per la ràdio txecoslovaca (Československý rozhlas). Juntament amb el Hessischer Rundfunk Figural Choir sota la direcció d'Alois Ickstadt, es van crear un gran nombre de programes de ràdio per a ARD, en els quals el "Collegium Instrumentale Alois Kottmann" i Alois Kottmann van participar artísticament com a solistes.

## TV
Documental ZDF Passion und Passion (1985), amb Adalbert Kraus, Ernst Gerold Schramm, "Collegium Instrumentale Alois Kottmann", solista: Alois Kottmann, director: Meinolf Fritzen.

## Honors
- Nomenat membre honorari de Drug Aid 80 per l'expresidenta del Bundestag alemany, Annemarie Renger
- Càtedra honorífica a la facultat artística de la Universitat de Música i Arts Escèniques de Frankfurt am Main
- Placa August Gaul de la ciutat de Hanau (1999)
- Placa d'honor de la ciutat de Frankfurt del Main (2000)
- Ordre del Mèrit de l'Estat de Hesse en cinta (2002)
- Orde del Mèrit de la República Federal d'Alemanya (2006)[14]
- Insígnia d'honor d'or de la ciutat de Hofheim am Taunus (2014)[15]

## Cita
| « | "La música no és un mitjà d'expressió personal, sinó un mitjà de comunicació entre les persones". | » |

– Alois Kottmann -

## Discografia
- Johann Sebastian Bach: Concert en la menor per a violí, baix continu i cordes, concert en mi major per a violí, baix continu i cordes, concert en re menor per a dos violins, baix continu i cordes. Solistes: Alois Kottmann, Boris Kottmann, el baix continu s'interpreta amb tiorba. Melisma 7210-2.
- Albert Mangelsdorff: Estic pensant en Bòsnia per a trombó i cordes; miniatures per a violí i trombó; Richard Rudolf Klein: Contradicció per a violí, trombó i cordes; Paul Hindemith: Sonata núm. 2 per a violí sol. Solistes: Albert Mangelsdorff (tiorba), Alois Kottmann (violí), Bruno Suys (kb). Melisma 7239-2.
- Joseph Haydn: Les set últimes paraules del Salvador a la Creu. Amb Inter textos de Peter Härtling. Recitació Karlheinz Böhm. Melisma 7016-2.
- Georg Friedrich Händel: El Messies. Intèrpret: Sharon Markovich (soprano). Hildegard Laurich (alt), Adalbert Kraus (tenor), Ernst Gerold Schramm (baix), "Hessischer Rundfunk Figural Choir", Alois Ickstadt (director). Melisma 6046.
- Paul Hindemith: Música fúnebre per a violí i cordes; Richard Rudolf Klein: Cant per a violí i cordes; Edvard Grieg: Del temps de Holberg, op.40; Edward Elgar: Serenade op.20; Samuel Barber: Adagio per a cordes. Melisma 7098-2.
- Felix Mendelssohn Bartholdy: Simfonies núm. 12 en sol menor i núm. 9 en do menor per a orquestra de corda. Melisma 7031-2.
- Joseph Haydn: Concert en do major per a violí i orquestra de corda; Simfonia núm. 88 Sol major Hob. I: 88. Solista: Alois Kottmann (violí). Melisma 7262.
- Joseph Haydn: La Creació. Oratori per a solistes, cor i orquestra. Solistes: Dorothea Wirtz (soprano), Adalbert Kraus (tenor), Ernst Gerold Schramm (baix), "Cor Figural de la Hessischer Rundfunk", instruments de vent de l'Orquestra del Museu de Frankfurt, Alois Ickstadt (director). Melisma 706.
- Johann Sebastian Bach: Kantate Herz und Mund und Tat und Leben. BWV 147. BWV 147; Joseph Haydn: Missa en re menor in angustiis Hob. XXII:11 (Missa en aflicció, també: Missa Nelson). Intèrprets: Ulrike Sonntag (soprano), Alison Browner (alt), Adalbert Kraus (tenor), Ernst Gerold Schramm (baix), "Hessischer Rundfunk Figural Choir", Alois Ickstadt (director). Melisma 726.
- Johann Sebastian Bach: St. John Passion BWV 245. Intèrprets: Ulrike Sonntag (soprano), Alison Browner (alt), Adalbert Kraus (tenor), Ernst Gerold Schramm (baix), "Figural Choir of the Hessischer Rundfunk", Alois Ickstadt (director). Melisma 7058.
- Johann Sebastian Bach: Missa en si menor BWV 232. Intèrprets: Ulrike Sonntag (soprano), Alison Browner (alt), Adalbert Kraus (tenor), Ernst Gerold Schramm (baix), "Cor Figural de la Hessischer Rundfunk", director: Alois Ickstadt. Melisma 7023-2.
- Felix Mendelssohn Bartholdy: Concert en re menor per a violí i cordes; Richard Rudolf Klein: 'Cant per a violí i cordes; Johanna Senfter: Concert per a dos violins i orquestra de corda en do menor. Solistes: Alois Kottmann, Boris Kottmann. Melisma 7248-2.
- Ernest Bloch: Suite 1; Max Reger: Preludi i fuga en si menor op.117/1; Eugène Ysaÿe: Sonata en re menor (balada) op.27 núm.3; Igor Stravinski: Élégie; Johann Sebastian Bach: Sonata en do major BWV 1005. Solista: Alois Kottmann. Melisma 7100-2.
- Wolfgang Amadeus Mozart: Simfonia A major KV 201. Solista: Alois Kottmann. Peter Härtling parla textos del discurs de Bach de Hindemith de 1950. Paul Hindemith: Música fúnebre per a violí sol i cordes; Duets per a dos violins. Solistes: Alois Kottmann, Boris Kottmann; Johann Sebastian Bach: Chaconne de la Partita en re menor per a violí sol, BWV 1004. Solista: Alois Kottmann. Melisma 7099-2.
- Wolfgang Amadeus Mozart: Missa Do major KV 317 Coronation Mass Regina coeli, KV 127; Felix Mendelssohn Bartholdy: Senyor Déu, ets el nostre refugi / Pels nostres pecats; Joseph Rheinberger: Cançó del vespre op. 79/6. Solistes: Ulrike Sonntag (soprano), Alison Browner (alt), Adalbert Kraus (tenor), Ernst Gerold Schramm (baix), Hessischer Rundfunk Figural Choir, Alois Ickstadt (director). Melisma 7035.
- Robert Schumann: Sonata en la menor op 105; Sonata en re menor op 121. Clara Schumann: Romanços. Solistes: Alois Kottmann, Günter Ludwig. Melisma 7101.
- Johannes Brahms: Sonata núm. 1 en sol major op.78; Sonata núm. 2 La major op.100; Sonata núm. 3 en re menor op.108. Solistes: Alois Kottmann, Günter Ludwig. Melisma 7102.
- César Franck: Sonata en la major; Max Reger: Sonata núm. 2 en re major op 3. Solistes: Alois Kottmann, Günter Ludwig. Melisma 7018.
- Ferruccio Busoni: Sonata núm. 2 en do menor op.36a; Gabriel Fauré: Sonata núm. 1 La major op.13; Olivier Messiaen: Thème et variations. Solistes: Alois Kottmann, Günter Ludwig. Melisma 7253.
- Concerts de Gallus a l'església barroca de Flörsheim am Main. Obres de Wolfgang Amadeus Mozart, Felix Mendelssohn Bartholdy, Joseph Rheinberger i altres. Opus 27035. Cappella Wiesbaden 1989
- Concerts de Gallus Flörsheim am Main. Obres de Wolfgang Amadeus Mozart, Dietrich Buxtehude, Felix Mendelssohn Bartholdy, Johann Sebastian Bach, Joseph Haydn, Joseph Rheinberger i altres. Opus 27042. Cappella Wiesbaden 1990
- 40 anys de Collegium Instrumentale Alois Kottmann – polifonia. Felix Mendelssohn Bartholdy: Concert per a violí en re menor; Richard Rudolf Klein: Cant per a violí i orquestra de corda; Johanna Senfter: Concert per a 2 violins i orquestra de corda en do menor. Solistes: Alois Kottmann, Boris Kottmann. Melisma 6735519.